# リオランチョ (ニューメキシコ州)
リオランチョ（西: Rio Rancho）は、アメリカ合衆国ニューメキシコ州のサンドヴァル郡にある都市。人口は10万4046人（2020年）。
郡内最大の都市であり、経済の中心である。市域の一部は南のベルナリオ郡に入っている。ニューメキシコ州では人口で3番目であり、成長速度が最も速い都市である。リオランチョはアルバカーキ都市圏に含まれる。

## 歴史
リオランチョ地域は元々アラメダ特許地の一部であり、1710年にスペインが設立した。20世紀初期までに特許されていた土地の大半が土地投資会社に売却された。アムレップ社は1961年に55,000エーカー (220 km2) の土地を購入し、「リオランチョ・エステーツ」と呼ぶ住宅開発に転用し、1960年代初期に最初の家族が入ってきた。1970年から1980年の間に人口は10倍になり、1981年には市制を布いた。1981年に大規模なインテル社の工場が開設され、市の経済に大きな影響を与えた。
1990年代以降、リオランチョは隣のアルバカーキ市とは別の教育学区や図書館システムを設立し、市域に事業を誘致しようとするなど、アルバカーキ市とは独立した動きをしてきた。最近のプロジェクトは新しい市庁舎建設や多目的競技場サンタ・アナ・スター・センターなど中心街の開発である。この競技場は2006年にオープンした。市庁舎も2007年9月に開所した。

## 地理
リオランチョは北緯35度17分10秒 西経106度40分14秒 / 北緯35.28611度 西経106.67056度に位置する。南はアルバカーキ、北はサンタ・アナ・インディアン居留地、東はベルナリオとコラレスに接している。市の北東隅はリオ・グランデ川である。西側境界は断崖である。
アメリカ合衆国国勢調査局に拠れば、市域全面積は73.5平方マイル (190.4 km2)、このうち陸地は73.4平方マイル (190.2 km2)、水域は0.1平方マイル (0.2 km2)で水域率は0.11％である。

## 人口動態
以下は2000年の国勢調査による人口統計データである。
| 基礎データ - 人口: 51,765人 - 世帯数: 18,995世帯 - 家族数: 14,113家族 - 人口密度: 272.2人/km2（705.0人/mi2） - 住居数: 20,209軒 - 住居密度: 106.3軒/km2（275.2軒/mi2） 人種別人口構成 - 白人: 78.36% - アフリカン・アメリカン: 2.7% - ネイティブ・アメリカン: 3.4% - その他の人種: 10.85% - 混血: 4.12% - ヒスパニック・ラテン系: 27.7% 年齢別人口構成 - 18歳未満: 29.2% - 18-24歳: 7.0% - 25-44歳: 32.0% - 45-64歳: 20.1% - 65歳以上: 11.7% - 年齢の中央値: 35歳 - 性比（女性100人あたり男性の人口） - 総人口: 94.2 - 18歳以上: 89.9 | 世帯と家族（対世帯数） - 18歳未満の子供がいる: 40.3% - 結婚・同居している夫婦: 59.4% - 未婚・離婚・死別女性が世帯主: 10.3% - 非家族世帯: 25.7% - 単身世帯: 20.8% - 65歳以上の老人1人暮らし: 7.9% - 平均構成人数 - 世帯: 2.70人 - 家族: 3.14人 収入と家計 - 収入の中央値 - 世帯: 47,169 米ドル - 家族: 52,233米ドル - 性別 - 男性: 39,162米ドル - 女性: 27,385米ドル - 人口1人あたり収入: 20,322米ドル - 貧困線以下 - 対人口: 5.1% - 対家族数: 3.7% - 18歳未満: 5.1% - 65歳以上: 5.8% |

### 2008年推計
2008円7月1日付けでリオランチョとアルバカーキ都市圏の推計人口は、アメリカ合衆国国勢調査局の人口推計プログラムに拠れば、それぞれ79,655人と845,913人である。

## 経済
インテル社がこれまでリオランチョの最大雇用主である。サービス業、小売業および市役所も地域経済の大きな構成要素である。
リオランチョにはインテル社の世界最大かつ最先端半導体製造工場であるFab 11Xがある。20億ドルをかけた全自動のこの工場は2002年にオープンし、300 mmのシリコンウェファーを製造する最初の工場であり、標準的な200 mmウェファーよりもほぼ2倍のチップを製造できる。インテル社の最初のリオランチョ工場は2002年に閉鎖されたが、試験施設への転換が進んでいる。
2005年、リオランチョは全米で初の市域全体音声WiFi（無線LAN）サービスを始めたが、多くの市民はそのサービスが期待ほどのものではないと苦情を言っている。
幾つかのコールセンターもある。ウォルマートは2006年初夏にコールセンターを開設し、幾つかの新しい小売業を近くに誘致することになった。
その他新しい施設の建設プロジェクトは以下のものがある。
- 中心部開発、市庁舎や催事場を含む
- 新しい 48,000平方フィート (4,460 m2) の事務所ビル、廃棄物管理地域事務所が入居
- 新しい 8,000平方フィート (740 m2) の事務所ビル、 パーソナル・シェフ協会
- ロマ・コロラド開発
- マリポサ住宅建設（進行中）
- V・スー・クリーブランド高校、用地取得済、2009年開設に向け建設予算化
- 新しいニューメキシコ大学西キャンパス、用地決定済、計画進行中
- ヒューレット・パッカード、建設中[8]
- ニューメキシコ中央コミュニティ・カレッジ(CNM)、建設中
- 市内南西部のアンサー・ブールバード沿いに新しい75エーカー (0.3 km2) の開発、事務所、小売り、ホテル、映画館が入る。2010年から2013年までに3段階で建設される[9]。

## スポーツ
リオランチョは2006年にアルバカーキ市から移ってきたマイナリーグ・アイスホッケーのニューメキシコ・スコーピオンズが本拠地にしている。サンタ・アナ・スター・センターでプレイしている。しかし、北アメリカ・ホッケーリーグの拡大チームが2010年シーズンからここで試合を始めると発表したので、スコーピオンズの本拠はスター・センターではなくなる。
2008年春、スター・センターはインドア・フットボールのニューメキシコ・ワイルドキャッツが本拠地にした。しかし2シーズンしか続かず、2009年シーズン終了後に活動を停止した。
2010年秋からは、NBAデベロップメント・リーグのニューメキシコ・サンダーバーズが本拠地にする予定である。
ブレイズ・バルティプレックス・アリーナではインドア・サッカー・リーグの試合を行っている。
ニューメキシコ州でのストロングマン競技会を促進・主催するアマチュア組織、ニューメキシコ・ストロングマンも市内にある。

## 市政府
2006年12月13日、リオランチョのシティマネジャー、ジェイムズ・パレニックが市政委員会から解雇された。
2007年9月、ニューメキシコ州検事総長が、この解雇の前に市長と4人の市政委員との間で行われた対話が、州の議事公開法に違背しているとの意見を公表した。この決定に基づき、パレニックは2008年1月に不当に解雇されたとして給与の支払いを求め、市を訴えた。市は2007年11月の公開会期における投票でパレニックの解雇を決めたことで法に違背していないと主張した。
2007年、ケビン・ジャクソン市長が市のクレジットカードで問題のある買い物をしたことで約5,300ドルを手に入れたという告発について、市政委員会が市長を問責し、不信任決議案を通し、市のクレジットカードを取り上げ、証人尋問を行うことを議決した。ジャクソンはリオランチョの公衆安全局、ニューメキシコ州警察、アメリカ合衆国監察長官およびニューメキシコ州監査役にも取り調べられている。。マイケル・ウィリアムズが暫定市長に指名され、2008年3月4日、ジャクソンの残っていた任期2年間についてトム・スイスタックが市長に選出された。

## メディア
週刊の「リオランチョ・オブザーバー」紙が地元の新聞であり、またアルバカーキのテレビとラジオの放送や日刊紙「アルバカーキ・ジャーナル」さらにはその週2回の新聞「リオランチョ・ジャーナル」も見ることができる。
リオランチョでは市内唯一のケーブルテレビ供給者「ケーブルワン」を通じてのみパブリック・アクセス・チャンネルを利用できる。このチャンネルは多くの番組で政府の会合を全て見ることができる。

## 交通
アルバカーキ交通局のABQライドがリオランチョとのバス路線を運行しており、ジャーナルセンターでニューメキシコ・レイルランナー・エキスプレスの駅と接続している。地域交通課税区画の提案がなされている。